# Triclioscelis
Triclioscelis is een vliegengeslacht uit de familie van de roofvliegen (Asilidae).

## Soorten
- T. burmeisteri von Roeder, 1900
- T. femorata von Roeder, 1900
- T. perfecta Curran, 1934
- T. salti (Curran, 1931)